# Геморрагические гемостазиопатии
Геморраги́ческие гемостазиопати́и (геморрагический диате́з, геморрагический синдро́м) — обширная группа наследственных или приобретенных заболеваний системы гемостаза различной этиологии, при которых наблюдается повышенная склонность к кровоточивости.
Причиной повышенной кровоточивости может быть поражение одного или нескольких компонентов системы гемостаза: системы свёртывания крови (коагуляционный гемостаз), сосудистой стенки (сосудистый гемостаз), а также при уменьшении количества тромбоцитов (тромбоцитопении) или нарушении их функции (тромбоцитопатии) — тромбоцитарный гемостаз. В соответствии с этим все геморрагические гемостазиопатии делят на пять групп:
- геморрагические коагулопатии;
- геморрагические вазопатии;
- тромбоцитопатии;
- тромбоцитопении;
- комбинированные.

Различные виды геморрагического синдрома проявляются разными формами кровоточивости:
- Микроциркуляторная (петехиально-синячковая) кровоточивость характерна для тромбоцитопений и тромбоцитопатий и проявляется синяками, экхимозами, петехиальной сыпью на коже и слизистых оболочках. Нередко сопровождается носовыми кровотечениями, меноррагиями, иногда развиваются кровоизлияния в головной мозг.
- Гематомная кровоточивость возникает при наследственных (гемофилии) и приобретённых нарушениях свёртываемости крови, передозировке антикоагулянтов. Характеризуется кровоизлияниями в подкожные слои, мышцы, суставы, брюшную полость, желудок, при этом образовавшиеся гематомы могут привести к сдавливанию нервов и разрушению тканей. Длительными кровотечениями сопровождаются порезы и другие ранения.
- Смешанная (микроциркуляторно-гематомная) кровоточивость наблюдается при некоторых наследственных (например, тяжёлая форма болезни Виллебранда) и приобретённых нарушениях гемостаза.
- Васкулитно-пурпурная кровоточивость встречается при инфекционных и иммунных васкулитах. Проявляется высыпаниями, иногда развиваются нефрит и кишечные кровотечения.
- Ангиоматозная кровоточивость выражается в повторных кровотечениях, локализованных в местах развития сосудистой патологии. Характерна для вазопатий.